# Diyora Keldiyorova

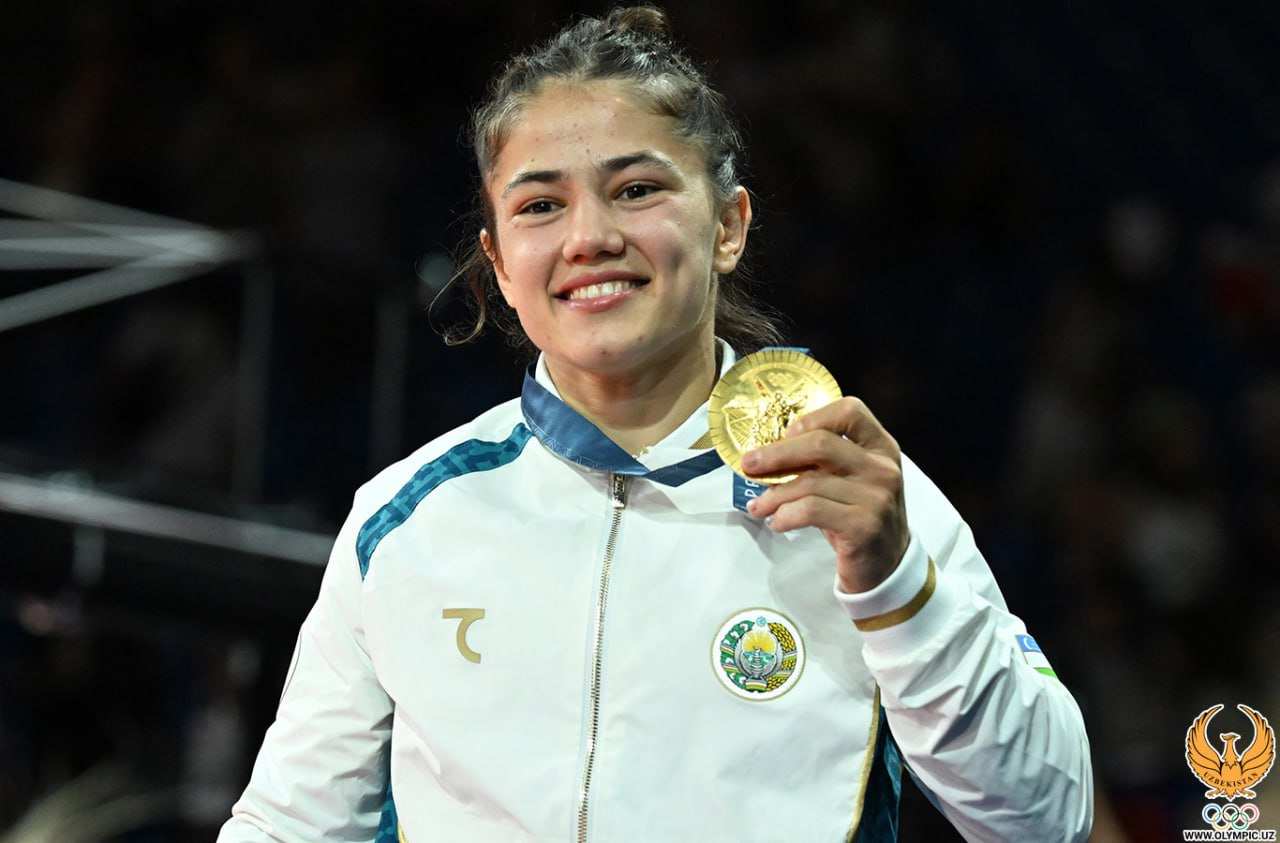
Diyora Keldiyorova 2024 mit ihrer Goldmedaille

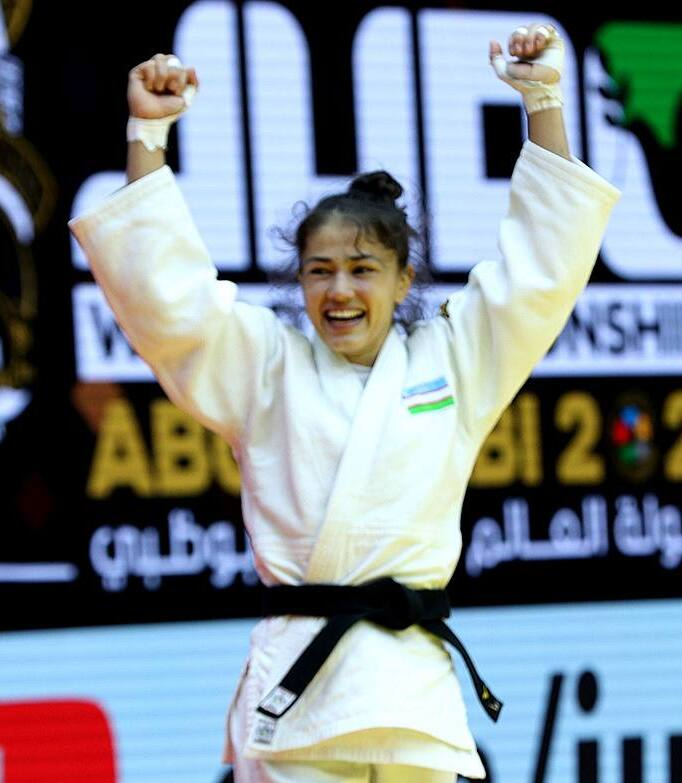
Diyora Keldiyoorova (2024)

Diyora Keldiyorova (usbekisch Diyora Baxtiyor qizi Keldiyorova; geboren am 13. Juli 1998 in Juma, Samarqand) ist eine usbekische Judoka. Die Olympiasiegerin von 2024 war 2019 Asien-Pazifik-Meisterin sowie 2023 und 2024 Weltmeisterschaftszweite.

## Sportliche Karriere
Keldiyorova war 2015 Kadettenweltmeisterin in der Gewichtsklasse bis 48 Kilogramm. 2016 gewann sie den usbekischen Meistertitel in der Gewichtsklasse bis 52 Kilogramm. 2017 war sie in der gleichen Gewichtsklasse Siebte der Asienmeisterschaften. 2018 kämpfte sie wieder in der Gewichtsklasse bis 48 Kilogramm. Sie wurde Dritte der U21-Asienmeisterschaften und Siebte der Asienspiele 2018.
Seit 2019 kämpft sie im Halbleichtgewicht bis 52 Kilogramm. 2019 siegte sie im Finale der Asien-Pazifik-Meisterschaften gegen die Mongolin Lchagwasürengiin Sosorbaram. Es folgte eine Bronzemedaille bei der Universiade 2019. Bei den Weltmeisterschaften in Tokio schied sie im Achtelfinale gegen die Japanerin Uta Abe aus. Im Oktober 2019 gewann Diyora Keldiyorova eine Bronzemedaille bei den Militärweltspielen. Ende 2019 war sie Dritte beim World-Masters-Turnier.
2021 siegte Keldiyorova im Finale des Grand-Slam-Turniers in Antalya gegen die Spanierin Estrella Lopez Sheriff. Im April 2021 erreichte sie das Finale bei den Asien-Pazifik-Meisterschaften in Bischkek, dort unterlag sie der Südkoreanerin Park Da-sol. Bei den Weltmeisterschaften in Budapest unterlag sie im Halbfinale der Japanerin Ai Shishime und verlor anschließend den Kampf um eine Bronzemedaille gegen die Israelin Gefen Primo. Bei den Olympischen Spielen in Tokio schied sie in ihrem Auftaktkampf aus. Im Oktober siegte sie bei den Militärweltmeisterschaften.
2022 wurde Keldiyorova Zweite beim Grand Slam in Antalya und gewann den Grand Slam in Ulaanbaatar. Bei den Asienmeisterschaften 2022 in Nursultan bezwang sie im Finale die Japanerin Ai Shishime. Nach einem zweiten Platz beim Grand Slam in Abu Dhabi siegte sie beim Grand Slam in Baku. Im März 2023 gewann sie in Tiflis ihr viertes Grand-Slam-Turnier. Bei den Weltmeisterschaften 2023 in Doha erreichte sie den Endkampf mit einem Halbfinalsieg über die Ungarin Réka Pupp, im Finale unterlag sie der Japanerin Uta Abe. Bei den 2023 ausgetragenen Asienspielen 2022 in Hangzhou gewann sie nach einem Finalsieg gegen Bishreltiin Khorloodoi aus den Vereinigten Arabischen Emiraten die Goldmedaille. In der Mannschaftskonkurrenz sicherte sie sich mit der usbekischen Mannschaft außerdem die Silbermedaille. Im April 2024 erkämpfte Keldiyorova eine Bronzemedaille bei den Asienmeisterschaften. Einen Monat später bei den Weltmeisterschaften 2024 erreichte sie wie 2023 das Finale und unterlag dann der Italienerin Odette Giuffrida. Bei den Olympischen Spielen in Paris bezwang Keldiyorova im Achtelfinale die Titelverteidigerin Uta Abe. Mit Siegen im Viertelfinale gegen die Deutsche Mascha Ballhaus und im Halbfinale gegen die Französin Amandine Buchard erreichte die Usbekin das Finale. Mit ihrem Sieg über Distria Krasniqi aus dem Kosovo wurde Diyora Keldiyorova die erste Judo-Olympiasiegerin aus Usbekistan.